# کردی هرسینی
کردی هرسینی یکی از گویش های زبان کردی از زیر مجوعه های کردی جنوبی است که توسط گروهی از مردم هرسین و روستاهای اطراف آن تکلم میشود این گویش یکی از گویش های قدیمی کردی است و اشتراکات زیادی با گویش های کلهری و هورامی و لکی ارگاتیو دارد.

## تفاوت کردی هرسینی با زبان لکی
تفاوت کردی هرسینی با زبان لکی را میتوان در مواردی از جمله
۱.تفاوت دستور زبانی:در زبان لکی ما شاهد ارگاتیو هستیم اما در کردی هرسینی چنین چیزی نیست
۲.تفاوت لغات:اکثر لغات کردی هرسینی مانند سایر گویش های کردی جنوبی هستند(بجز هورامی) و تعدادی از لغات زبان لکی که در این گویش یافت میشود ناشی از تبادل زبانی است
۳.تفاوت در تلفظ کلمات:در اکثر کلمات زبان لکی که دارای حرف خ هستند به مانند سایر گویش های زبان لری به جای تلفظ خ تلفظ ه دیده میشود که این امر در هیچ یک از گویش های زبان کردی دیده نمیشود همچنین در کردی هرسینی هم این امر وجود ندارد مثلا در زبان لکی کلمه خواستگاری به صورت هوازمنی اما در کردی هرسینی مانند سایر گویش های زبان کردی خوازمنی تلفظ میشود

## تعدادی از لغات
| لکی     | کردی هرسینی | کردی کلهری | فارسی     |  |
| بوره    | باو         | باو        | بیا       |  |
| هالی    | خالی        | خالی       | خالی      |  |
| بر      | بخو         | بخو        | بخور      |  |
| بس      | بخف         | بخف        | بخواب     |  |
| هوازمنی | خوازمنی     | خوازمنی    | خواستگاری |  |
| خوه     | خویشک       | خویشک      | خواهر     |  |
| در      | دیشت        | دیشت       | بیرون     |  |

1. ↑  Nordhoff, Sebastian; Hammarström, Harald; Forkel, Robert; Haspelmath, Martin, eds. (2013). "کردی هرسینی". Glottolog 2.2. Leipzig: Max Planck Institute for Evolutionary Anthropology. {{cite book}}: Invalid |display-editors=4 (help)